# X Ambassadors
X Ambassadors (estilizado como XA) es una banda de rock alternativo estadounidense, oriunda de Ithaca, Nueva York. La banda cuenta con éxitos muy reconocidos como «Unconsolable», «Jungle» y «Renegades». El álbum debut de la banda se tituló «VHS» y fue puesto a la venta el 30 de junio de 2015.

## Historia

### 2009–12:Ambassadors EPyLitost
X Ambassadors comenzó llamándose  simplemente Ambassadors, participando en las giras de algunos artistas como LIGHTS. Durante este tiempo, lanzaron en el 2010 su EP debut, titulado Ambassadors EP, con el cual crearon un video musical para su sencillo "Tropisms". Poco después, la banda lanzó su LP debut, titulado Litost. La banda comenzó una cuenta de Kickstarter para filmar un video para el sencillo de plomo, "Unconsolable", el que sería una regrabación más tarde. Canción titular del LP, "Litost", más tarde sería utilizado en la banda sonora de The Host y, al igual que "Unconsolable", en el EP Love Songs Drug Songs EP. El grupo fue observado por Imagine Dragons, mientras que el líder, Dan Reynolds, estaba enfermo en el hospital en Norfolk, Virginia. Reynolds escuchó una versión acústica de "Unconsolable" en 96X WROX-FM y pidió Interscope que firmaran la banda lo más pronto posible.

### 2013–14:Love Songs Drug Songs EPyThe Reason EP
X Ambassadors lanzaron su EP debut,  Love Songs Drug Songs en 2013. El EP incluye la pista "Stranger", coescrita con Dan Reynolds. En la promoción de su EP recorrieron, a modo de apoyo, a Imagine Dragons, Jimmy Eat World y The Mowglis. En 2014, la banda lanzó un segundo EP, The Reason. En la promoción del nuevo EP, X Ambassadors apoyaron a Panic! at the Disco e Imagine Dragons en sus respectivas giras. También apareció en el sencillo de The Knocks “Comfortable” de su segundo EP del mismo nombre.

### 2015–16:VHSy la colaboración con The Knocks
«VHS» es el álbum debut de X Ambassadors. El álbum fue lanzado el 30 de junio como descarga digital y CD. El álbum cuenta con 20 pistas, incluyendo 7 interludios y 3 canciones publicadas anteriormente para un total de 10 nuevas canciones. El álbum cuenta con Jamie N Commons e Imagine Dragons.
X Ambassadors apareció en una colaboración en el álbum debut de The Knocks ', titulado "55", programado para ser lanzado en los primeros meses del 2016. Su canción "Unsteady"  con un remix de Ercih Lee Gravity fue utilizada en el soundtrack de la película Yo antes de Ti

### 2017–18:Joyful(álbum cancelado)
X Ambassadors lanzaron cuatro sencillos en 2017: "Hoping" en marzo, "Torches" en abril, "The Devil You Know" en junio y "Ahead of Myself" en julio. También se presentaron en el National Scout Jamboree 2017. La banda apareció en una canción de Eminem titulada "Bad Husband", de su álbum Revival. También actuaron en una canción titulada "Home" en la banda sonora de la película de Netflix Bright. La canción incluye a la cantante pop Bebe Rexha y al rapero Machine Gun Kelly. X Ambassadors lanzaron su próximo sencillo, "Joyful", el 26 de enero de 2018. Más tarde ese día anunciaron su segundo álbum de larga duración, Joyful, a través de sus cuentas de Instagram, y los pedidos anticipados estuvieron disponibles a través de su sitio web. El álbum estaba programado para un lanzamiento en abril de 2018. El 2 de febrero de 2018, la banda lanzó otro sencillo del álbum titulado "Don't Stay".
Sin embargo, el 19 de abril de 2019, más de un año después del anuncio del álbum, se anunció que la banda lo había cancelado en favor de su nuevo trabajo para su próximo segundo álbum de estudio Orion. El cantante principal Sam Harris declaró que Joyful era la segunda versión de su segundo álbum, y que sentían que las canciones no representaban dónde estaban. Los sencillos lanzados antes de la cancelación del álbum continuarán estando disponibles en los servicios de transmisión.

### 2019–2020:Orion
El 25 de enero de 2019, X Ambassadors lanzó su nueva canción titulada "Boom", que serviría como el sencillo principal de su próximo segundo álbum de estudio. Unos meses después, el 19 de abril de 2019, la banda lanzó otra nueva canción titulada "Hey Child", como el segundo sencillo de su nuevo álbum. El mismo día, la banda anunció que el título de su próximo álbum sería Orion. Un tercer sencillo del álbum, titulado "Hold You Down", fue lanzado el 31 de mayo de 2019. El álbum fue lanzado el 14 de junio de 2019.
El 16 de agosto de 2019, la banda apareció en una canción titulada "In Your Arms", del tercer álbum de estudio de Illenium titulado Ascend.
El 23 de agosto de 2019, la banda lanzó un sencillo independiente titulado "Optimistic". La canción se centra en la violencia armada en los Estados Unidos.

### 2021–presente:(Eg)yThe Beautiful Liar
El 14 de enero de 2021, lanzaron un sencillo llamado "ultraviolet.tragedies", con Terrell Hines, siendo el primero de un próximo proyecto colaborativo "(Eg)". Sam Harris dijo que con este proyecto quería "dar voz a (varios) artistas increíbles que la gente quizás no haya escuchado todavía, y realmente dejar que su imaginación esté a la vanguardia de todo".[cita requerida] El 12 de febrero, lanzaron su siguiente sencillo de (Eg), "skip.that.party", con Jensen McRae.[cita requerida]
El 11 de junio de 2021, la banda lanzó una nueva canción titulada "My Own Monster", que también se anunció como el sencillo principal de su tercer álbum de estudio The Beautiful Liar. El álbum fue lanzado el 24 de septiembre, junto con una gira que comenzará en octubre del mismo año.[cita requerida]

## Miembros
X Ambassadors consta de cuatro miembros de la banda:
- Sam Harris (voz principal, guitarra, saxofón)
- Casey Harris (teclado),
- Noah Feldshuh (guitarra)
- Adam Levin (batería).

Sam Harris y Casey Harris son hermanos, y han sido amigos de Feldshuh desde la guardería en Ithaca. Sam conoció a Levin mientras asistía a La Nueva Escuela en la Ciudad de Nueva York en 2010.
Casey Harris es ciego desde su nacimiento.

## Discografía
Álbumes de estudio
- 2015: VHS
- 2019: Orion
- 2021: The Beautiful Liar
- 2024: Townie

## Otras apariciones
- "Unconsolable" aparece en el videojuego Need for Speed: Most Wanted.
- "Unconsolable" aparece en "The Silence She Keeps", Temporada 2 Episodio 17 de la serie de la ABC The Fosters.
- "Shining" aparece en el juego de vídeo Need for Speed Rivals;  "Love Songs Drug Songs" también estuvo en los créditos del juego de vídeo pero no en el videojuego en sí.
- "Jungle" aparece en el tráiler del videojuego de batalla Battlefield Hardline. También aparece en la Copa Comercial del Mundoː Beats by Dre 2014  "The Game Before The Game".[12] WWE utilizó la canción en el comercial para WWE Shop y como el tema oficial para el evento del 2014, PPV WWEː Campo de batalla. La canción también fue utilizada en los créditos finales de la película Hércules. Se utilizó un clip de la canción durante la Temporada 1, Episodio 16 de "Mako Tanida" de NBC, en el programa The Blacklist. Además, la canción ha sido utilizada en los tráileres promocionales de la segunda temporada de la serie original de Netflix Orange Is the New Black, la película Horrible Bosses 2, el primer tráiler oficial de Pitch Perfect 2 y también en el estreno de la cuarta temporada de Teen Wolf. También fue ofrecido en una promoción para un episodio de Supernatural. También se interpretó para los Leones de Detroit, mientras que la introducción de la alineación de partida para la temporada 2014. La canción también fue utilizada en los créditos finales de la película de 2015 Project Almanac. También se usó en los créditos finales de la película de acción del 2015, Hitman: Agente 47.
- "Litost" aparece en la miniserie Missing. La canción también aparece en el episodio 4 de la novena temporada de One Tree Hill.
- La banda se presentó en la pista del segundo álbum de estudio de Zedd, True Colors, "Transmisision", junto con el rapero Logic.
- Anteriormente la canción inédita "The Heist" fue presentada durante una secuencia de flashback en "El mayor", Temporada 2, Episodio 15 de la serie The Blacklist. También se incluye en un comercial de TV del 2014 de Applebee.[13]
- "Superpower" aparece en el videojuego, Madden NFL 16.
- "Renegades" fue incluida el 06.10.2015 en el estreno de la Temporada 2 de la serie de CW The Flash, Y se utiliza en el anuncio de la Jeep Renegade en 2015 .
- "B.I.G." se interpretó en la noche de apertura de la temporada 2015-16 de la NBA en el interior de la NBA a una multitud cada vez más enojado de los residentes de Bay Area.
- "Cannonball" se ofrece en la banda sonora de la FIFA 16
- También en el concierto de apertura para MUSE en una parte del Drones Album Tour (2016) EE. UU.